# Mohamed Tahir Ayala
Mohamed Tahir Ayala est un homme d'État soudanais. Il est Premier ministre du 23 février au 11 avril 2019.

## Biographie
Gouverneur de la province d'Al-Jazira, il est nommé Premier ministre 23 février 2019, au cours des manifestations qui se déroulent depuis le 19 décembre précédent.
Le 14 mars 2019, il forme son gouvernement.
Le 11 avril 2019, son gouvernement est dissout alors que le président Omar el-Bechir est destitué par l'armée et qu'un conseil militaire de transition est mis en place pour lui succéder.